# École écossaise du sens commun

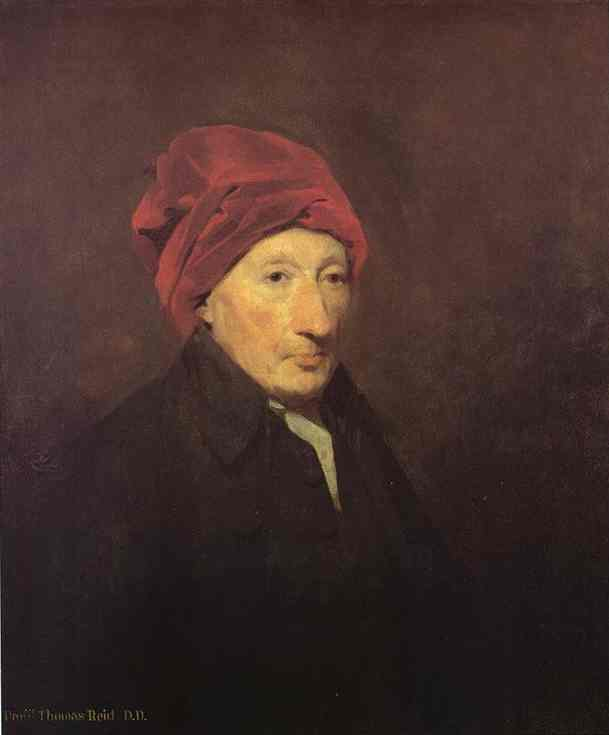
Thomas Reid

L'école écossaise du sens commun est une école de philosophie issue des idées des philosophes écossais Thomas Reid, Adam Ferguson et Dugald Stewart au cours des Lumières écossaises du XVIIIe siècle. Reid a souligné la capacité innée de l'homme à percevoir des idées communes et que ce processus est inhérent et interdépendant du jugement[pas clair]. Le bon sens est donc le fondement de la réflexion philosophique. Bien que mieux connue pour son opposition à la philosophie omniprésente de David Hume, l'école écossaise du sens commun est influente et évidente dans les œuvres de Thomas Jefferson et de la politique américaine de la fin du XVIIIe siècle,.

## Histoire

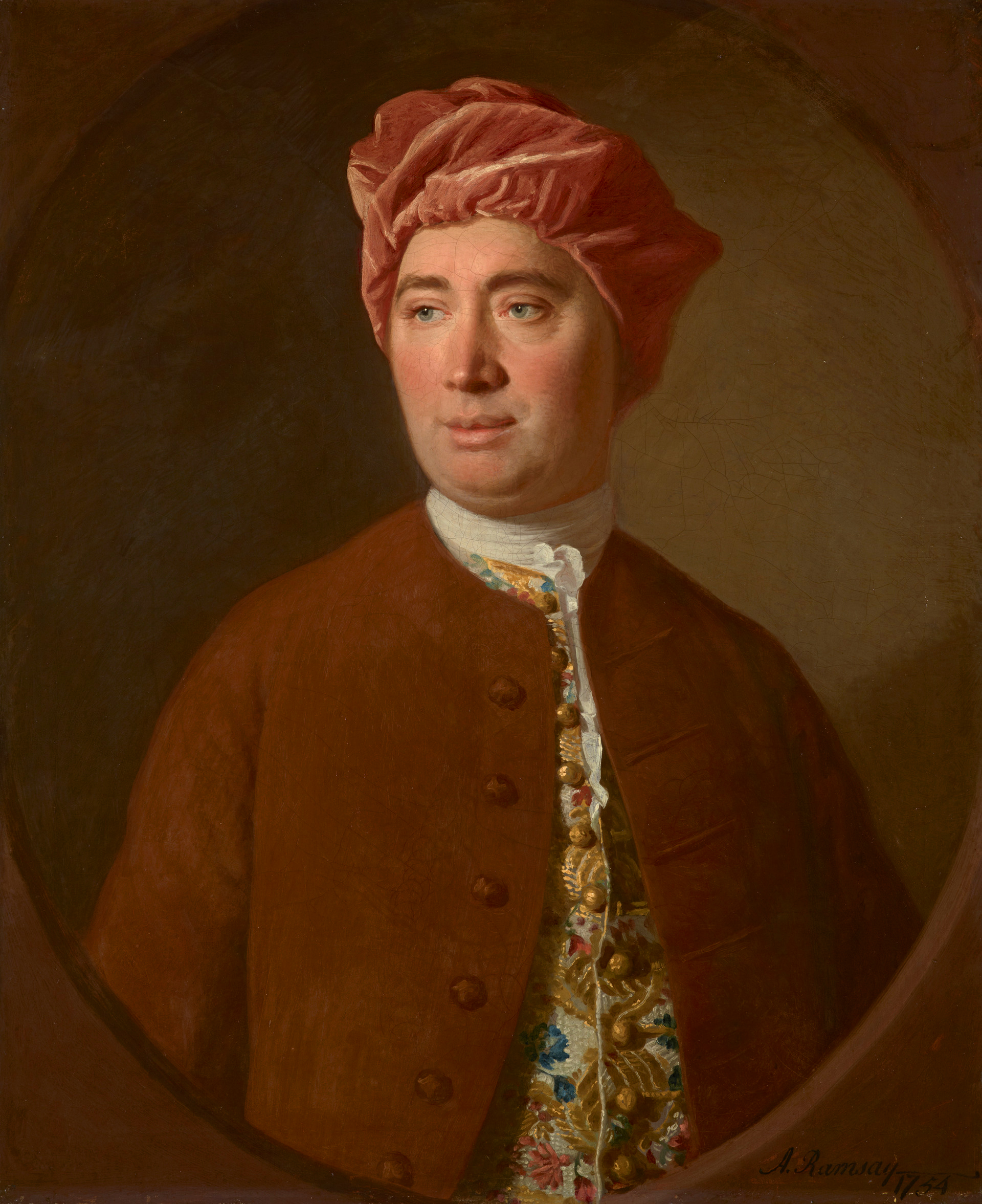
David Hume

L'école écossaise du sens commun est une philosophie épistémologique qui a prospéré en Écosse à la fin du XVIIIe et début du XIXe siècle. Ses racines se trouvent dans les réponses aux écrits de philosophes tels que John Locke, George Berkeley et David Hume et ses membres les plus éminents sont Dugald Stewart, Thomas Reid et William Hamilton. D'un point de vue philosophique, le réalisme écossais a servi comme réfutation du scepticisme tout en restant en accord avec les enseignements influents d'Isaac Newton et Francis Bacon. Bien que largement sous-estimée pendant de nombreuses années, l'influence qu'elle a exercée sur les philosophes ailleurs en Europe, sans parler des États-Unis, est d'une ampleur considérable.
Une préoccupation centrale de l'école était de défendre le « sens commun » contre les paradoxes et le scepticisme philosophique. Elle a fait valoir que les croyances au sens commun régissent la vie et les pensées, même de ceux qui avouent des croyances qui ne relèvent pas du sens commun et que les questions de bon sens sont inhérentes à l'acquisition de connaissances. Les qualités des œuvres issues de l'école ne sont généralement pas consistantes. Edward S. Reed écrit par exemple : « [Alors que] Thomas Reid voulait utiliser le sens commun pour développer la sagesse philosophique, une grande partie des membres de cette école voulaient simplement utiliser le sens commun pour attaquer toute forme de changement intellectuel ».

## Enseignements
L'école écossaise du sens commun est fondée par Reid en opposition à la théorie des idées de Descartes. La conception de Descartes de l'expérience des sens conduit John Locke et David Hume à une philosophie sceptique que les réalistes trouvent absurde et contraire à l'expérience commune. Ainsi Hume et son argument sceptique servent de premier jalon à l'élaboration de la philosophie de Reid. Sous la tutelle de George Turnbull, Reid embrasse les principes du naturalisme providentiel et ses quatre principes interconnectés ; il les utilise comme base pour sa réfutation de la théorie des idées. Reid développe minutieusement son traité An Inquiry into the Human Mind on the Principles of Common Sense pendant 40 ans, cherchant souvent à y intégrer les idées de ses philosophes contemporains au sein des Lumières écossaises dont Hume.
Son principe de base a été énoncée par son fondateur et plus grande personnalité, Thomas Reid :

« S'il existe certains principes, comme je pense qu'il y en a, que la constitution de notre nature nous amène à croire et que nous sommes dans la nécessité de prendre pour acquis dans les préoccupations communes de la vie, sans être en mesure de leur donner une raison - ce sont ce que nous appelons les principes de bon sens ; et ce qui leur est manifestement contraire est ce que nous appelons absurde. »

Le réalisme écossaise du sens commun est enraciné dans la pensée aristotélicienne et prône une philosophie empirique et scientifique dans laquelle la confiance en nos sens est implicite et nécessaire:148. Les principes de bon sens sont fondamentaux pour notre accumulation de connaissance des constructions à la fois métaphysiques et physiques. Cependant, l'observation seule ne peut rendre compte de toute connaissance et une certaine vérité peut être recueillie par la réflexion:149. Selon les propres termes de Reid :

« Je peux même concevoir un objet individuel qui existe réellement comme l'église St. Paul à Londres. J'en ai une idée ; je la conçois. L'objet immédiat de cette conception est à 400 miles de distance et je n'ai aucune raison de penser qu'elle agit sur moi ou que j'agis sur elle. »

L'école enseigne que chaque personne a eu des expériences ordinaires qui ont fourni intuitivement une certaine assurance de a) l'existence du soi, b) l'existence d'objets réels qui pourraient être vus et ressentis et c) certains « principes premiers » sur lesquels une saine morale et des croyances religieuses pourraient être établies. Ces principes ont jeté les fondations de la théorie de la perception de Thomas Reid.
Dans la pratique, les philosophes de l'école écossaise ont offert des explications scientifiques à des événements historiques et préconisé une approche impartiale et interdisciplinaire à l'éducation, libre de préjugés religieux et patriotiques,.

### Théories de la perception
Thomas Reid et Dugald Stewart ont offert des théories connexes de perception enracinées dans le réalisme écossais du sens commun. Selon Nicholas Wolterstorff de l'université Yale, la philosophie de Reid peut être réduite de façon non-contentieuse à quatre préceptes de base :

« (1) Les objets des actes de perception sont des objets externes - c'est-à-dire des entités situés spatialement indépendamment de l'esprit ;
(2) La condition nécessaire et suffisante pour percevoir un objet externe est que l'objet cause chez chacun une conception et une croyance (non-déductive) immédiate à son propos ;
(3) Nous, êtres humains, sommes ainsi faits que dans la perception, l'objet externe provoque une conception de et une croyance immédiate à propos de lui-même, en provoquant une sensation qui à son tour cause (« suggère »), la notion et la croyance immédiate ;
(4) La sensation peut causer, et en fait cause souvent, la conception et la croyance sans qu'on soit assez attentif à la sensation pour qu'une croyance à ce sujet se forme en chacun. La théorie de la perception de Dugald Stewart reconnaît une grande influence de Reid, dont il qualifie la philosophie de « lois fondamentales de la croyance ». Cependant, Stewart propose une approche plus modérée du réalisme et sa théorie de la perception souligne l'utilité des sens. »

## Influence
Le réalisme du sens commun a non seulement dominé la pensée écossaise au XIXe siècle, il a eu une influence majeure aussi bien en France, aux États-Unis et dans d'autres pays. Victor Cousin (1792–1867) en était le promoteur le plus important en France. La pensée de Reid était la « philosophie orthodoxe des collèges et des universités » au début du XVIIIe siècle et a fourni un socle intellectuel au siècle des lumières.

### Les Pères fondateurs

Déclaration d'indépendance, tableau de John Trumbull représentant la Commission des Cinq présentant leur ébauche de la Déclaration d'indépendance au Congrès le 28 juin 1776. Le tableau de Trumbull apparaît sur le revers du billet de 2 dollars américains.

Le réalisme du sens commun a enthousiasmé les cercles intellectuels américains au XVIIIe siècle:181. La philosophie de Reid était omniprésente durant la Révolution Américaine et a servi comme influence philosophique stabilisatrice:180.
Salué par certains comme le « père de la psychiatrie moderne »:173, la tutelle de Benjamin Rush à l'université d'Edimbourg l'a imprégné de fortes tendances réalistes qui ont beaucoup influencé son travail scientifique et politique, y compris son opposition morale à l'esclavage:174. Les preuves de l'influence du réalisme écossais du sens commun se trouvent facilement dans la philosophie tant de Thomas Jefferson que de John Adams. Adams compare favorablement les contributions de Dugald Stewart aux œuvres d'Aristote et de René Descartes:170. Écossais et signataire de la Déclaration d'indépendance, John Witherspoon a présidé l'université de Princeton ; parmi les étudiants sous sa tutelle figuraient 12 gouverneurs d'État, 55 délégués à la convention constitutionnelle et le futur président James Madison:171. Son éducation à l'université d’Édimbourg a fait de lui un fervent partisan des Lumières écossaises et du réalisme de celles-ci. James McCosh (1811–94) a continué l'influence du réalisme écossais à Princeton quand il est devenu président de l'université en 1868 et relancé son influence comme un bastion majeur du mouvement. Noah Porter (1811-1892) a enseigné le réalisme du sens commun à des générations d'étudiants à Yale.

### Fondamentalisme
Le réalisme écossais a grandement influencé la pensée religieuse conservatrice et a été la plus forte au séminaire théologique de Princeton jusqu'à ce que le séminaire emprunte de nouvelles directions à partir de 1929. Les théologiens de Princeton ont construit leur système élaboré sur la base du réalisme du « sens commun », du biblicisme et du confessionnalisme. James McCosh est venu de l'université Queen's de Belfast à la chaire de philosophie morale du collège de Princeton et à sa présidence en raison de la publication de son livre The Method of Divine Government, philosophie chrétienne précurseur de l'ouvrage De l'origine des espèces de Charles Darwin (1865). Les théologiens de Princeton ont suivi McCosh et adopté une position d'évolution théiste. Ils ont essayé de persuader John Gresham Machen (1881–1937), un meneur des Fondamentalistes dans les années 1920, mais ce dernier s'est opposé à McCosh et n'a pas accepté le changement auquel procédait l'école. En conséquence, lui et un certain nombre d'autres membres du corps professoral ont quitté Princeton et ont fondé le séminaire théologique de Westminster à Philadelphie. Ceci n'a cependant pas empêché McCosh d'aller de l'avant. Son but était de développer Princeton comme université chrétienne en Amérique du Nord, ainsi qu'un séminaire d'avant-garde intellectuel de l'Église presbytérienne. La faculté du collège et le séminaire comprenaient à la fois des penseurs évolutionnistes et des penseurs non-évolutionnistes. Une grande partie de la théologie évangélique du XXIe siècle est fondée sur la théologie de Princeton et reflète ainsi le réalisme du sens commun.

#### Influence
- Sophia Rosenfeld (trad. de l'anglais par Christophe Jaquet), Le sens commun : Histoire d’une idée politique, Presses universitaires de Rennes, 2014, 276 p. (ISBN 978-2-7535-2861-1, présentation en ligne) - Traduction de (en) Sophia Rosenfeld, Common Sense : A Political History, Harvard University Press, 2011, 346 p. (ISBN 9780674057814)
- En Europe
  - Pierre Morère, « Échos européens de l’École écossaise du sens commun », dans Serge Soupel (dir.), La Grande-Bretagne et l’Europe des Lumières, Presses Sorbonne Nouvelle, 1996 (DOI 10.4000/books.psn.4566, lire en ligne)
  - Elisabetta Arosio (dir.) et Michel Malherbe (dir.), Philosophie française et philosophie écossaise 1750-1850, Vrin, coll. « Analyse et philosophie », 2007, 224 p. (ISBN 978-2-7116-1895-8, présentation en ligne)
- Aux États-unis
  - Ahlstrom, Sydney E. The Scottish Philosophy and American Theology, Church History, vol. 24, no 3 (sept. 1955), pp. 257–272 in JSTOR
  - (en) George M. Marsden, Fundamentalism and American Culture, 2022, 3e éd. (1re éd. 2006) (DOI 10.1093/oso/9780197599488.001.0001, lire en ligne ) - accès gratuit par la bibliothèque Wikipédia
  - Noll, Mark. The Scandal of the Evangelical Mind. Eerdmans, 1994. (voir chapitre 5 pour l'influence du SCSR sur le fondamentalisme)

### Sources primaires
- Selections from the Scottish Philosophy of Common Sense, ed. by G.A. Johnston (1915) online, essais de Thomas Reid, Adam Ferguson, James Beattie et Dugald Stewart.